# Folklore and Superstition
Folklore and Superstition – drugi album studyjny amerykańskiego zespołu Black Stone Cherry, wydany w 2008 przez Roadrunner Records. Pierwszym singlem z albumu jest "Blind Man".
Album został nagrany w Black Bird Studios w Nashville, którego właścicielką jest piosenkarka country Martina McBride. Wyprodukowany i zmiksowany został przez weterana Boba Marlette (współpracował m.in. z Ozzym Osbournem, Salivą, Seetherem, Shinedown). Jako strumień audio na NME album był już dostępny 13 sierpnia 2008.

## Lista utworów
1. "Blind Man" - 3:40
2. "Please Come In" - 3:56
3. "Reverend Wrinkle" - 4:12
4. "Soulcreek" - 3:37
5. "Things My Father Said" - 3:53
6. "The Bitter End" - 4:07
7. "Long Sleeves" - 4:17
8. "Peace Is Free" - 4:10
9. "Devil's Queen" - 4:38
10. "The Key" - 4:27
11. "You" - 4:22
12. "Sunrise" - 3:48
13. "Ghost of Floyd Collins" - 3:50
Utwory dodatkowe:
14. "Cowboys" (Japanese Bonus Track)
15. "Junkman" (iTunes Bonus Track) - 3:20
16. "Stranger" (iTunes Bonus Track) - 3:39
17. "Bulldozer" (iTunes Bonus Track) - 3:54